# Нікколо Кампріані
Нікколо Кампріані  (італ. Niccolò Campriani, 6 листопада 1987) — італійський стрілець, олімпійський чемпіон.

## Виступи на Олімпіадах
| Олімпіада   | Дисципліна                                     | Місце |
| ----------- | ---------------------------------------------- | ----- |
| Пекін 2008  | пневматична гвинтівка, 10 м                    | 12    |
| Пекін 2008  | дрібнокаліберна гвинтівка, 50 м, три положення | 39    |
| Пекін 2008  | дрібнокаліберна гвинтівка, 50 м, лежачи        | 38    |
| Лондон 2012 | пневматична гвинтівка, 10 м                    | 2     |
| Лондон 2012 | дрібнокаліберна гвинтівка, 50 м, три положення | 1     |
| Лондон 2012 | дрібнокаліберна гвинтівка, 50 м, лежачи        | 8     |
| Ріо 2016    | пневматична гвинтівка, 10 м                    | 1     |
| Ріо 2016    | гвинтівка лежачи, 50 м                         | 7     |
| Ріо 2016    | гвинтівка, 50 м, три положення                 | 1     |

## Зовнішні посилання
- Досьє на sport.references.com [Архівовано 30 вересня 2015 у Wayback Machine.]